# Jan Petr Molitor

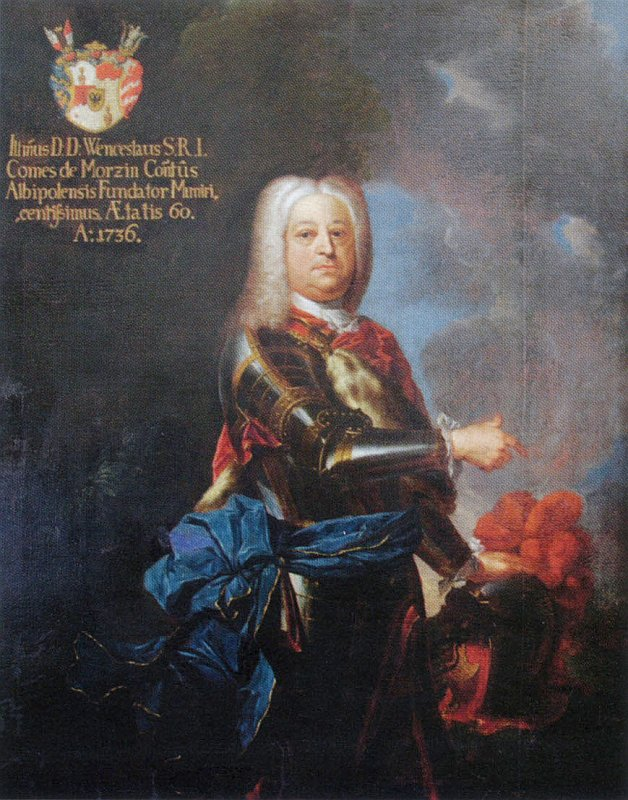
Jan Petr Molitor: portrét Václava hraběte z Morzinu, 1736

Jan Petr Molitor, (v němčině Peter Johann Molitor, původně Peter Miller, 1702 Schadeck u Koblenze – 3. dubna 1756, Krakov), byl německý malíř pozdního baroka, který od roku 1730 žil a pracoval v Praze.

## Život
Narodil se jako Peter Miller, učil se malířství v Bonnu, v Berlíně a v Drážďanech, odkud roku 1730 odešel do Prahy. Zde se učil u Václava Vavřince Reinera a přestoupil na katolickou víru. Začal se psát latinskou verzí svého jména Molitor (česky mlynář). Roku 1734 byl přijat do staroměstského cechu malířů jako mistr. Oženil se a měl šest synů a dceru. Roku 1756 odjel do Krakova, kde náhle zemřel.

## Dílo
Namaloval velké množství obrazů, zejména do kostelů, ale také portrétů, alegorií, krajin aj. Byl také malířem fresek a vyzdobil například kostel v Uhříněvsi.
Nástěnné malby
- Liběchov, kostel sv. Havla (1741)[2]
- Hořín, zámek Hořín, kaple sv. Jana Nepomuckého – apoteóza světce (1746)[2]
- Dobříš, zámek Dobříš, hlavní sál, Alegorie čtyř ročních období (1746)[2]
- Pražský hrad, Ústav šlechtičen, kaple Nejsvětější Trojice (1755)[2]
- Uhříněves, kostel Všech svatých, Nejsvětější Trojice a čtyři apoštolové v presbytáři [3]

Závěsné a oltářní obrazy
- Kojetice, kostel sv. Víta, Smrt sv. Františka Xaverského (1733)[2]
- Praha, Břevnovský klášter, refektář, a) cyklus osmi obrazů světců a místních patronů: Vintíř, Vojtěch, Prokop, opat Anastázius, kníže Boleslav II., sv. Markéta, sv. Terezie z Ávily a sv. Jan z Kříže[2] b) cyklus klášterů založených z Břevnova
- Jemniště, zámecká kaple (1744)[2]
- Zaječov, klášter svaté Dobrotivé, kostel Zvěstování Panny Marie, Založení kláštera sv. Dobrotivé (1745)[2]
- Praha, kostel sv. Jiljí, Oplakávání Krista (1750-1751)[2]
- Teplá, klášter Teplá, kostel Zvěstování, Zvěstování P. Marie (1753)[2]
- Sázava, kostel sv. Prokopa, Nanebevzetí Panny Marie (1755)[2]

Portréty
- Podobizna vojevůdce (1736), Národní galerie[2]
- Podobizna muže s loutnou (1741), Národní galerie[2]
- Jindřich Pavel Mansfeld a Josefina Mansfeldová, roz. Černínová (1746), zámek Dobříš[2]
- Praha, Břevnovský klášter, chodba konventu, portréty opatů: Bedřich Grundtmann, Bedřich Grundmann (replika) (1753), Broumov, muzeum[2]
- Opat Tomáš Sartorius (1755), zámek Mělník[2]
- Jan Ignác Gemrich a jeho manželka Rozálie Luitgarda (1755), soukromá sbírka[2]

## Galerie

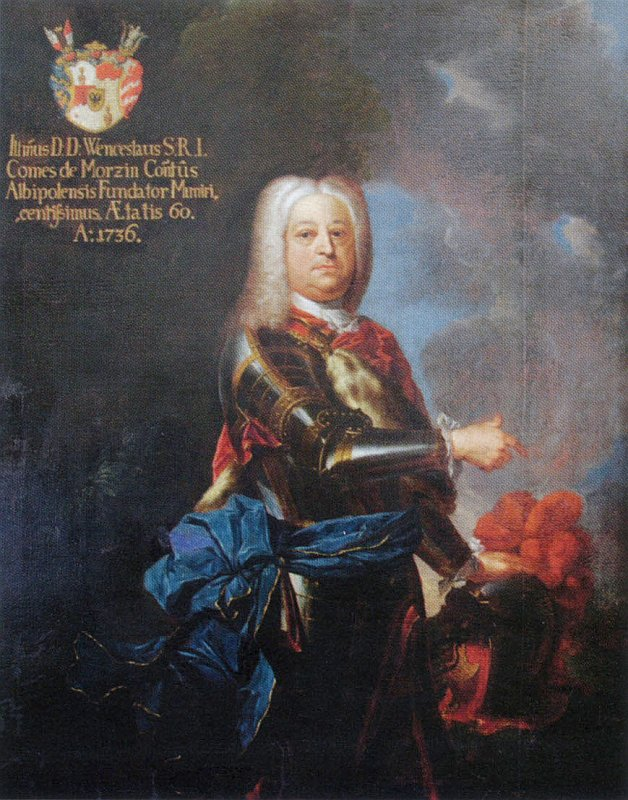
Portrét Václava hraběte Morzina, 1736
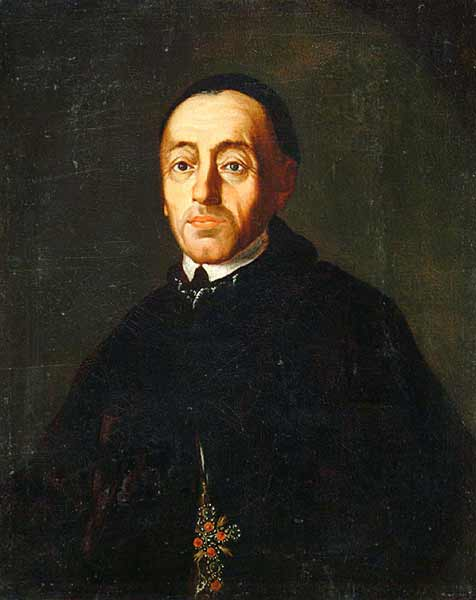
Portrét opata Bedřicha Grundmanna, cca 1752 až 1756
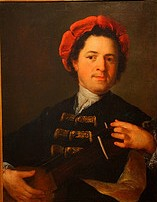
Podobizna muže s loutnou, 1741
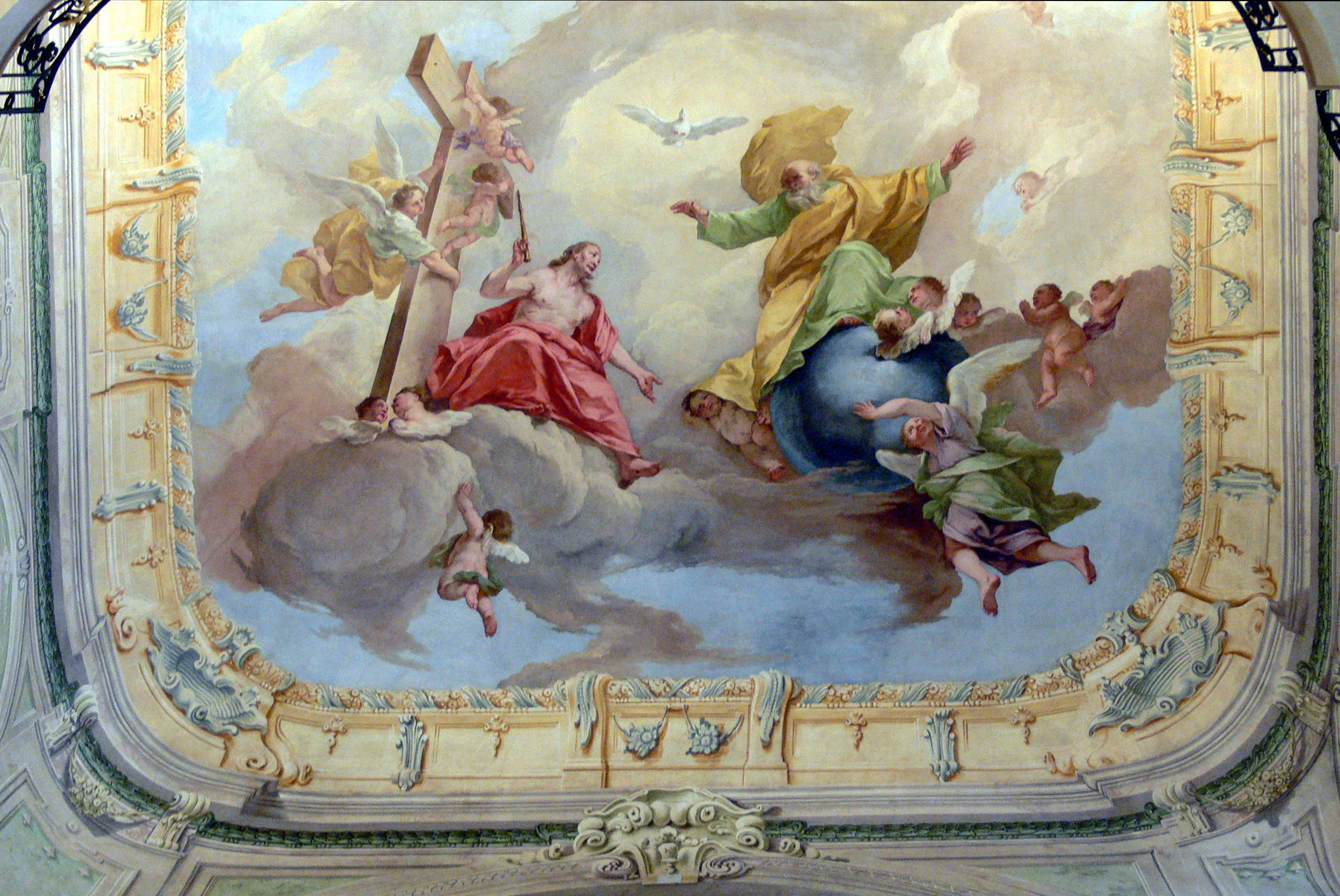
Svatá rodina, před 1756
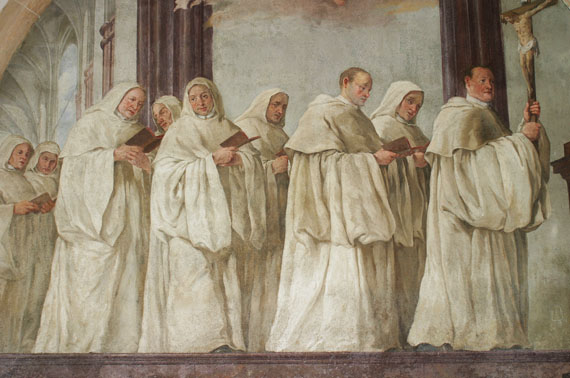
Cisterciáčtí mnichové, před 1756